# Federal Art Project
Pour les articles homonymes, voir FAP.

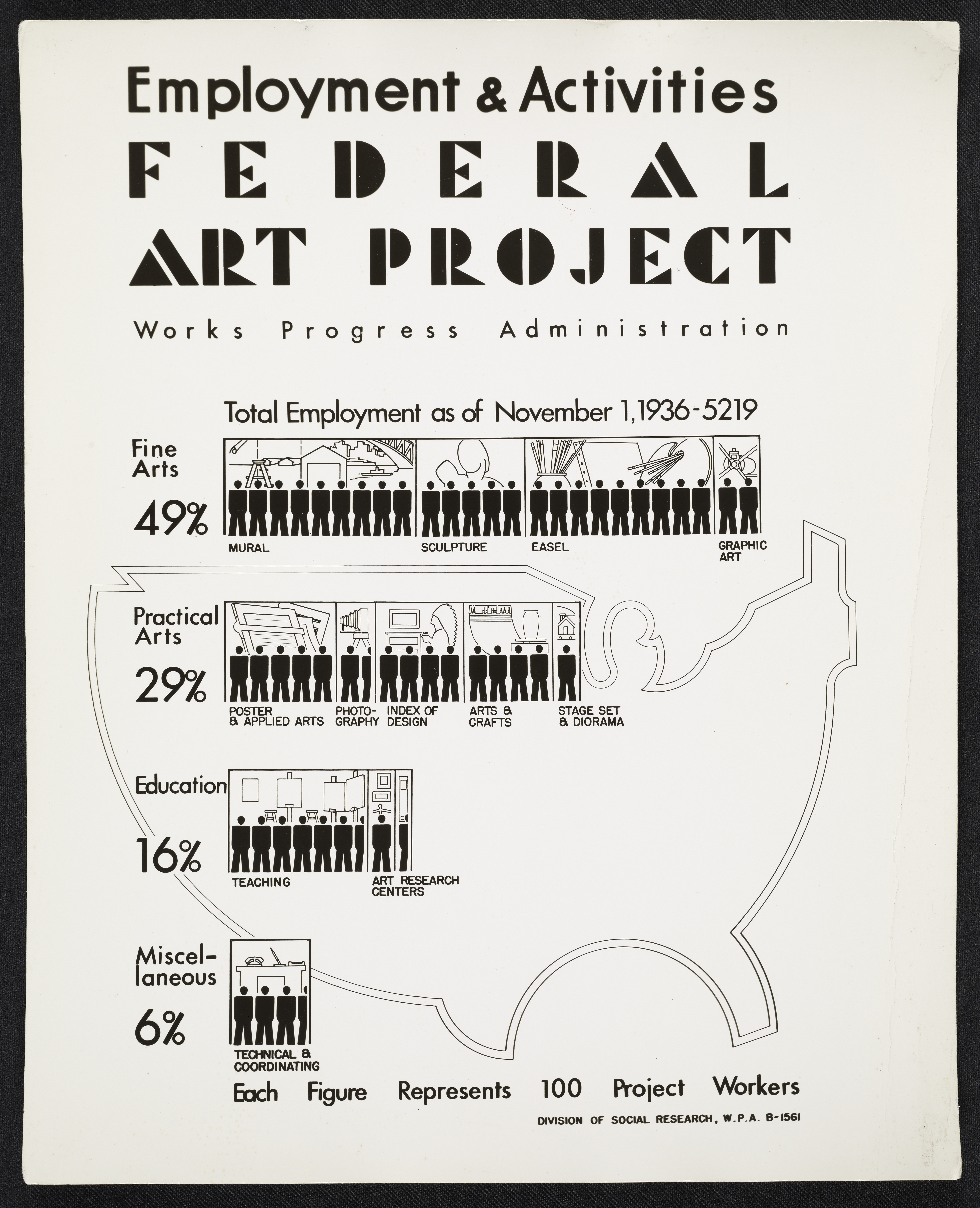
Affiche de l'emploi et des activités pour le Federal Art Projet de la WPA (1936).

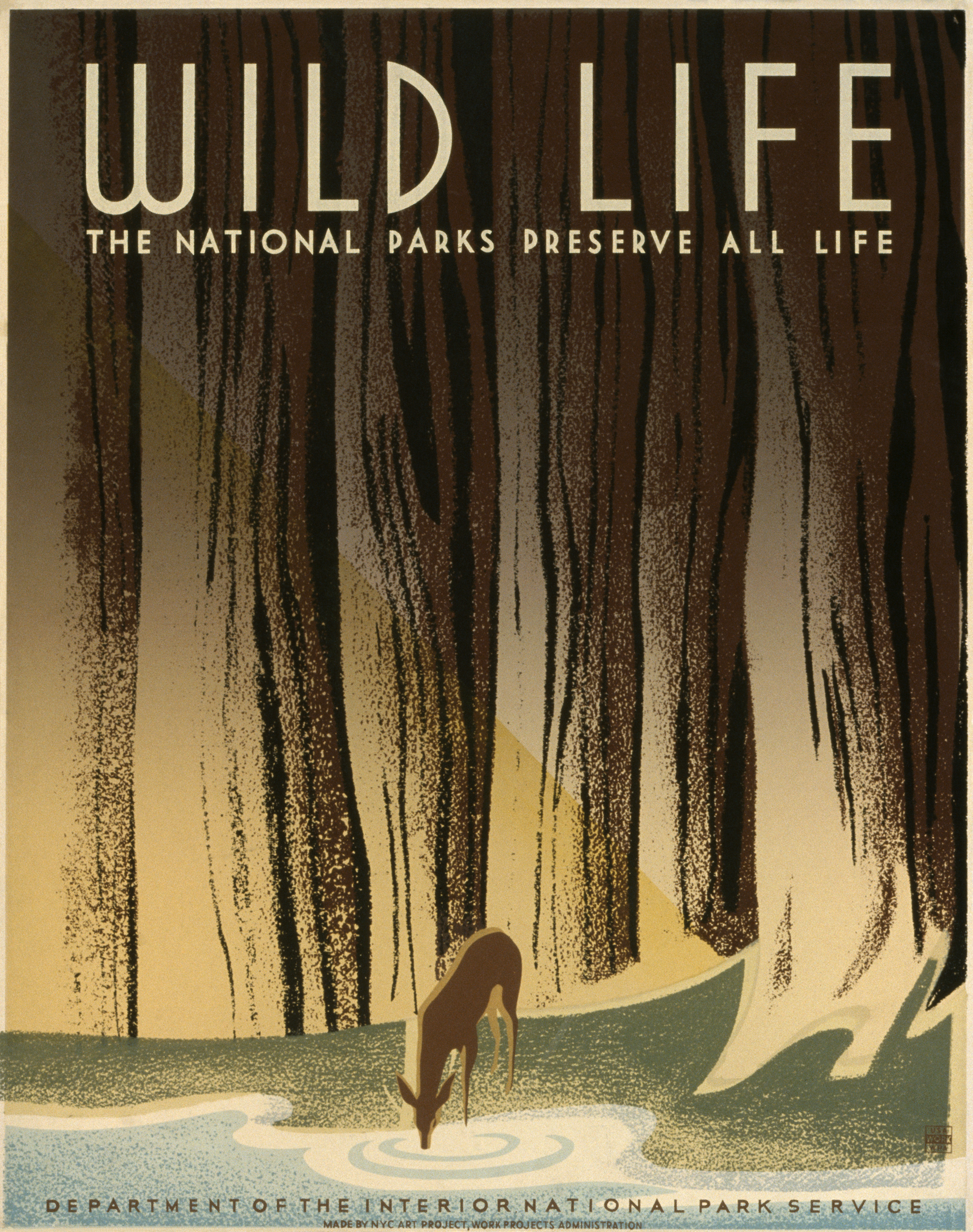
Wild Life: The National Parks Preserve All Life, New York City Federal Art Project, WPA, 1940.

Le Federal Art Project (FAP, en français Projet fédéral d'art) est un projet américain concernant les arts visuels, développé dans le cadre de la Works Progress Administration et du New Deal, pendant la Grande Dépression, afin de stimuler la création d'emplois dans le monde de l'art. Il est créé le 29 août 1935 et prend fin le 30 juin 1943. Crédité d'au moins 200 000 œuvres distinctes, les artistes du FAP fabriquent principalement des affiches, des peintures murales et des peintures. Certaines œuvres figurent encore parmi les  plus significatives de l'art public dans ce pays. 
Le programme ne fait aucune distinction entre arts figuratif et non figuratif. L'abstraction n'ayant pas encore gagné la faveur du public dans les années 1930 et 1940, il est pratiquement invendable. C'est pourquoi le programme soutient des artistes emblématiques comme Jackson Pollock, avant que leurs œuvres puissent être une source de revenus. 
Les principaux objectifs du FAP sont d'employer des artistes désœuvrés et de fournir des œuvres d'art pour les bâtiments publics non fédéraux tels que les écoles, les hôpitaux ou les bibliothèques. Le travail est divisé en production artistique, enseignement des arts et recherche en art. Le principal résultat du groupe de recherche en art est l'Index of American Design, une étude exhaustive de la culture matérielle américaine.
Le FAP est l'une des séries de plus courte durée des programmes d'arts plastiques à l'époque de la Grande Dépression, qui comprend également la Section of Painting and  Sculpture et les Public Works of Art Project (lesquels, contrairement au FAP, exploités par la WPA, sont utilisés par le département du Trésor des États-Unis).

## Artistes notables
Parmi les artistes les mieux connus ayant participé au projet figurent :
- Berenice Abbott
- William Abbenseth
- Maxine Albro
- Lee Allen
- Charles Alston
- William Baziotes
- Romare Bearden
- Thomas Hart Benton
- Aaron Berkman
- Leon Bibel
- Samuel Bookatz
- Dorr Bothwell
- Flávio Cabral
- Eleanor Coen
- Criss Francis
- Rinaldo Cuneo
- John Steuart Curry
- Stuart Davis
- Burgoyne Diller
- Arnold S. Aigle
- Philip Evergood
- Claire Falkenstein
- Louis Ferstadt
- Lee Gatch
- Arshile Gorky
- Adolph Gottlieb
- Harry Gottlieb
- William Gropper
- Philip Guston
- Jules Halfant
- Marsden Hartley
- Donal Hord
- William H. Johnson
- Jacob Kainen
- Morris Kantor
- Albert Kotin
- Lee Krasner
- Jacob Lawrence
- Lucien Labaudt
- Tom Lea
- Norman Lewis
- Abraham Lishinsky
- Michael Loew
- Conrad Marca-Relli
- John Marin
- Jan Matulka
- Dina Melicov
- Paul Meltsner
- Katherine Milhous
- Jo Mora
- Archibald Motley
- Carl Morris
- Louise Nevelson
- Frank Nuderscher
- Elizabeth Olds
- Charles Pollock
- Jackson Pollock
- Ruth Reeves
- Ad Reinhardt
- Milton Resnick
- Daniel Rhodes
- Diego Rivera
- Mark Rothko
- William B. Rowe
- Augusta Savage
- Louis Schanker
- Georgette Seabrooke
- Ben Shahn
- Harry Shoulberg
- David Alfaro Siqueiros
- John Sloan
- William Sommer
- Isaac Soyer
- Moses Soyer
- Raphael Soyer
- Dox Thrash
- Alton Tobey
- Mark Tobey
- Orson Welles
- Grant Wood
- William Zorach

Willem de Kooning et Santiago Martínez Delgado ont été temporairement employés par le FAP, mais n'ont pu rester, n'étant pas encore citoyens américains à l'époque.

## Les administrateurs
- Holger Cahill, directeur national
- Audrey McMahon, directeur de la région de New York (New York, New Jersey et Philadelphie)